# The Velvet Underground and Nico: A Symphony of Sound
The Velvet Underground and Nico: A Symphony of Sound  es una película de cine experimental dirigida por Andy Warhol y Paul Morrissey, en el año 1966. La película estuvo realizada en The Factory, el antiguo estudio de Warhol en Nueva York.  Tiene 70 minutos de duración y fue filmada en 16mm en blanco y negro.

## Argumento
La película describe un ensayo de la banda Velvet Underground y Nico, y es esencialmente una larga improvisación. Lou Reed y Sterling Morrison tocan sus guitarras eléctricas (Gretsch Country Gentleman y Vox Phantom respectivamente), Maureen Tucker intrerpreta con su tambor de 3 piezas de percusión tambor, bombo y platillo, John Cale toca su viola eléctrica y Nico golpea una única maraca contra una pandereta. Cale posteriormente cambia a graves y en algún momento, se crea la retroalimentación en un instrumento desconocido mientras Nico toca con Cale una Fender Precision Bass. Cale pronto cambia a su viola y al acercarse el fin de la película, el ensayo es interrumpido por la llegada de la policía de Nueva York, presuntamente en respuesta a una queja de ruido.